# 中华人民共和国农林部
中华人民共和国农林部是已撤销的中华人民共和国国务院组成部门。

## 沿革
1949年10月，成立中央人民政府农业部。1954年改为中华人民共和国农业部。
1970年6月22日，中共中央决定，撤销农业部、林业部、农垦部、水产部，设中华人民共和国农林部。
1979年2月23日，第五届全国人大常委会第六次会议决定，撤销农林部，分设农业部和林业部。